# Daniela Thuar
Daniela Thuar (* 1967 in Berlin) ist eine deutsche Synchronsprecherin.

## Leben
Daniela Thuar wurde schauspielerisch 1986 bis 1989 bei Die Etage in Berlin ausgebildet und nahm ferner noch Gesangsunterricht bei Cullen Maiden. Nach einer Theater-Tournee wurde sie als Synchronsprecherin tätig. Zu ihren bekanntesten Filmen und Serien zählen Die Tribute von Panem – Mockingjay Teil 1 und Teil 2, Diagnose: Mord oder Orange Is the New Black. Insgesamt hatte sie mehr als 220 Sprechrollen in den Bereichen Film, Werbung, Gaming und Hörspiel inne. Thuar lebt mit ihren drei Töchtern in Berlin.

## Synchronisation (Auswahl)

### Filme
- 1990: Catchfire – Catherine Keener als Truckerfreundin
- 1991: Akira als Kiyoko (Nr. 25)
- 1993: Der Tod kam weich wie Watte – Cynthia Gibt als Dr. Amanda Bentley
- 1994: Drei Farben: Rot: Frédérique Feder als Karin
- 1995: Hunde von Riga – Charlotte Sieling als Baiba Liepa
- 2000: Gefühle die man sieht... – Roma Maffia als Ärztin Debbie
- 2001: Killing Zoe – July Delpy als Zoe
- 2005: Human Trafficking – Menschenhandel: Céline Bonnier als Sophie
- 2005: Dark Water – Dunkle Wasser – Jennifer Baxter als Mary
- 2005: Ein Mann für eine Saison – Isabella Fink als Audrey
- 2005: Manderlay – Nina Sosanya als Rose
- 2006: Superman Returns – Peta Wilson als Bobbie-Faye
- 2006: Visions – Die dunkle Gabe – Regina Hall als Dr. Evelyn Harris
- 2006: Der Teufel trägt Prada – Giselle Bündchen
- 2007: Protégé – Anita Yuen als Quins Frau
- 2007: Winx Club – Das Geheimnis des verlorenen Königreichs als Vanessa
- 2014: Die Tribute von Panem – Mockingjay Teil 1: Patina Miller als Commander Paylor
- 2015: Die Tribute von Panem – Mockingjay Teil 2: Patina Miller als Commander Paylor
- 2016: The Boss: Cecily Strong als Dana Dandridge
- 2023: Black Clover: Sword of the Wizard King: Junko Minagawa als Mereoleona Vermillion

### Serien
- 1984–1990: Danger Bay: Saffron Henderson als Lisa
- 1987–1994: Raumschiff Enterprise – Das nächste Jahrhundert: Kelly Ashmore als Francine
- 1990–2010: Law & Order: Donna Murphy als Clara Tyrell
- 1993–2001: Diagnose: Mord: Victoria Rowell als Dr. Amanda Bentley
- 1995–1999: NewsRadio: Cheryl Murphy als Shaniqua
- 1995–2005: JAG – Im Auftrag der Ehre: Renee Hughes als Private Johnson
- 1996–1997: Renegade – Gnadenlose Jagd: Sandra Ferguson als Sandy Carruthers
- 2000–2001: Lilalu im Schepperland: als Krox, Stinkerella, Meriana
- 2001–2005: Star Trek: Enterprise: Michelle C. Bonilla als Bu’Kah
- 2003: Navy CIS: Samantha Sloyan als Emily Goodwin
- 2005–2010: Numbers – Die Logik des Verbrechens: Sybyl Walker als Ärztin
- 2008–2009: Eli Stone: Jennifer Aspen als Dr. Leila Maxford
- 2009–2010: FlashForward: Amy Rosoff als Marcie Turoff
- 2010: Hawaii Five-0: Angela Lindvall als Jordan
- 2010: Desperate Housewives: Maria Cominis als Mona Clark
- seit 2013: Father Brown: Nancy Carroll als Lady Felicia Montague
- 2013–2019: Orange Is the New Black: Natasha Lyonne als Nicky Nichols
- 2013: The Walking Dead: Melissa Ponzio als Karen (2. Stimme)
- 2014: The Flash: Lossen Chambers als Dr. Vanessa Ambres
- 2016: Bordertown: Laura Malmivaara als Anneli Ahola
- 2016–2018: StartUp: Kristen Ariza als Tamara Dacey
- 2017: Big Mouth: Maya Rudolph als Diane Birch
- 2017–2018: Star Wars Rebels: Sharmila Devar als Ursa Wren
- 2017–2021: Black Clover: Junko Minagawa als Mereoleona Vermillion
- 2018: Spuk in Hill House: Samantha Sloyan als Leigh Crain
- 2018–2022: Der Denver Clan: Michael Michele als Dominique Deveraux
- 2020: Navy CIS (NCIS, Fernsehserie): Daphne Zuniga als Stacy Gordon
- 2020: Star Wars: The Clone Wars: Sharmila Devar als Ursa Wren
- 2024: How I Met Your Father für Kim Yarbrough als Wahrsagerin Deborah

## Hörspiele
- 2019: Die drei ??? Kids: Die Rätselfalle (als Mrs. Winter)
- 2024: Fantastic Night: Episode 1–3 (als Vladiana Lazar)